# アレック・サルキン
アレック・マシュー・サルキン（Alec Matthew Sulkin、1973年2月14日 -）は、アメリカ合衆国の脚本家。

## 来歴
2005年より『ファミリー・ガイ』の製作に加わり、複数回でプロデューサー、脚本家を担当している。また同作品の声優も務めており、キリストやその他のキャラクターを演じている。
2010年8月、執筆仲間のウェルズリー・ワイルドと共に20世紀フォックスとの3年間の契約を結んだ。
2012年、『テッド』に脚本家として参加。
2013年、エグゼクティブ・プロデューサーにセス・マクファーレンを迎え、シットコム『Dads』を制作したが、シーズン1をもって打ち切られた。
2014年、『荒野はつらいよ 〜アリゾナより愛をこめて〜』の脚本に参加。

## Twitterでの発言
2011年3月、サルキンは1万8,455人の死者・行方不明者を出した東日本大震災について、「日本のこの地震について気分を良くしたければ、グーグルで”真珠湾 死者数”と検索してごらん」とツイートした。
翌日サルキンはツイートを削除し、「昨日の死者数は200人。今日は1万人。鈍感なツイートをして申し訳ない。もう消した。」などと釈明した。

## フィルモグラフィ
- ファミリー・ガイ（2005-） - 脚本、声の出演
- The Cleveland Show（2009-2012） - 声の出演
- テッド（2012） - 脚本
- Dads（2013） - 製作
- 荒野はつらいよ 〜アリゾナより愛をこめて〜（2014） - 脚本、出演
- テッド2（2015） - 脚本、出演